# Дубнов Артем Васильович
Дубнов Артем Васильович (нар. 30 серпня 1988, м. Київ) — український щелепно-лицевий та ортогнатичний хірург, президент-елект[що?] Асоціації імплантологів України, тренер.
Народний депутат України 9-го скликання від партії «Слуга народу». Заступник комітету з питань здоров’я нації, медичної допомоги та медичного страхування у Верховній Раді України IX скликання (з 29 серпня 2019 року).
22 липня 2025 року голосував за закон України 12414 який був ухвалений з порушенням Регламенту Верховної Ради України та підпорядкував НАБУ та САП Генеральному прокурору і викликав масові протести. 

## Освіта
- 2010 — з відзнакою закінчив стоматологічний факультет Національного медичного університету ім. Богомольця.
- 2010 — юридичний факультет Університету економіки та права «КРОК» за спеціальністю «Господарське право».
- 2010–2012 — інтернатура з хірургічної стоматології на базі Національної академії післядипломної освіти лікарів ім. Шупика, Київ.
- 2008–2009 — стажування у Королівському Рігс Шпиталі, Копенгаген, Данія.
- 2009 — стажування в Університетській клініці, Кошиці, Словаччина.
- 2012–2013 — стажування та магістерська програма з ортогнатичної хірургії у щелепно-лицевому відділенні медичного центру «Текнон», м. Барселона (Іспанія) та у Міжнародному Університеті Каталонії[es], м. Барселона (Іспанія).

## Кар'єра
- 2008 — лікар-хірург
- 2015 — головний лікар, щелепно-лицевий та ортогнатичний хірург у клініці ортогнатичної хірургії та імплантології
- 2016 — директор International Team of Implantology — ITI Study Club
- 2018 — Президент-елект Асоціації імплантологів України.
- 2021 — Президент-елект 1 Асоціації імплантологів України.

## Наукова діяльність
Загальна сфера наукових інтересів — ортогнатична хірургія і пластична хірургія обличчя, естетична дентальна імплантологія.

## Громадська діяльність
- Брав активну участь у Помаранчевій революції[7]
- 2014 — брав участь у Революції Гідності шляхом надання невідкладної допомоги постраждалим.
- 2014–2019 — надавав стоматологічну допомогу бійцям АТО поблизу лінії фронту, близько 40 000 людей.
- Кандидат у народні депутати від партії «Слуга народу» на парламентських виборах 2019 року (виборчий округ № 213, частина Деснянського району м. Києва)[8]. На час виборів: лікар хірург-стоматолог ТОВ «Клініка Дубнової Стоматолог і Я», безпартійний[9].